# Sciurus ignitus
Sciurus ignitus (Вивірка болівійська) — вид ссавців, гризунів родини Вивіркові (Sciuridae).

## Поширення
Країни поширення: Болівія, Бразилія, Колумбія, Перу. Вподобання в середовищі проживання й екологія цього виду погано відомі. Він був спійманий в пастку в районах вічнозелених, низовинних, тропічних лісів, перехідних між вологими тропічними лісами і сухими тропічними лісами. S. ignitus може бути знайдений до 2600 м над рівнем моря. У провінції Жужуй зустрічається у вільхових лісах.

## Морфологія
Середні виміри: довжина тіла — 182 мм, довжина хвоста — 174 мм, маса тіла — 221 гр. Спина строкато-коричнева, хвіст по суті такий же, але більш червонуватий. Різні співвідношення червонуватого на кінчиках волосся спричиняють майже смугасту поверхню. Черево червонувато-жовто-коричневе.